# Морозовка (Новоград-Волынский район)
Морозовка (укр. Морозівка) — село на Украине, основано в 1958 году, находится в Новоград-Волынском районе Житомирской области.
Население по переписи 2001 года составляет 159 человек. Почтовый индекс — 11723. Телефонный код — 4141. Занимает площадь 0,854 км².

## Адрес местного совета
11723, Житомирская область, Новоград-Волынский р-н, с. Красиловка